# Castello Monbijou
Il castello Monbijou, chiamato anche palazzo Monbijou, era un palazzo realizzato in stile rococò e situato nel centro di Berlino, nell'attuale parco Monbijou sulla riva nord del fiume Sprea, di fronte al Museo Bode e vicino al Castello di Berlino.

## Gli inizi
Nel Medioevo il sito si trovava fuori dalle mura cittadine sulla strada per Spandau e conteneva una fattoria signorile del principe elettore di Brandeburgo. L'intera area fu devastata durante la Guerra dei trent'anni.
Nel 1649 Federico Guglielmo I, elettore di Brandeburgo, popolarmente noto come il Grande Elettore (Der Große Kurfürst) per le sue capacità militari e politiche, ordinò che la proprietà fosse ricoltivata e la donò alla sua prima consorte, la contessa Luisa Enrichetta di Nassau. Con grande dedizione ella vi costruì una tenuta rurale esemplare, che comprendeva colture e produzione di latticini seguendo il modello olandese. Le prime patate nel Margraviato di Brandeburgo vi furono coltivate come pianta ornamentale e curiosità. Dopo la morte di Enrichetta nel 1667 la proprietà passò alla seconda moglie dell'elettore, Sofia Dorotea di Schleswig-Holstein-Sonderburg-Glücksburg. Quest'ultima aggiunse un giardino con una piccola residenza estiva, il nucleo del futuro palazzo e dei terreni. Federico I, che divenne elettore di Brandeburgo alla morte di suo padre nel 1688 e re di Prussia nel 1701, decise di espandere la tenuta.
Il conte von Wartenberg, suo primo ministro e favorito, fu lo sviluppatore di una "casa di piacere", un piccolo palazzo di appena 400 metri quadrati, eretto dall'architetto reale Eosander von Göthe tra il 1703 e il 1706 in stile tardo barocco. Federico I lo regalò alla contessa Wartenberg, sua amante.

## Residenza delle regine

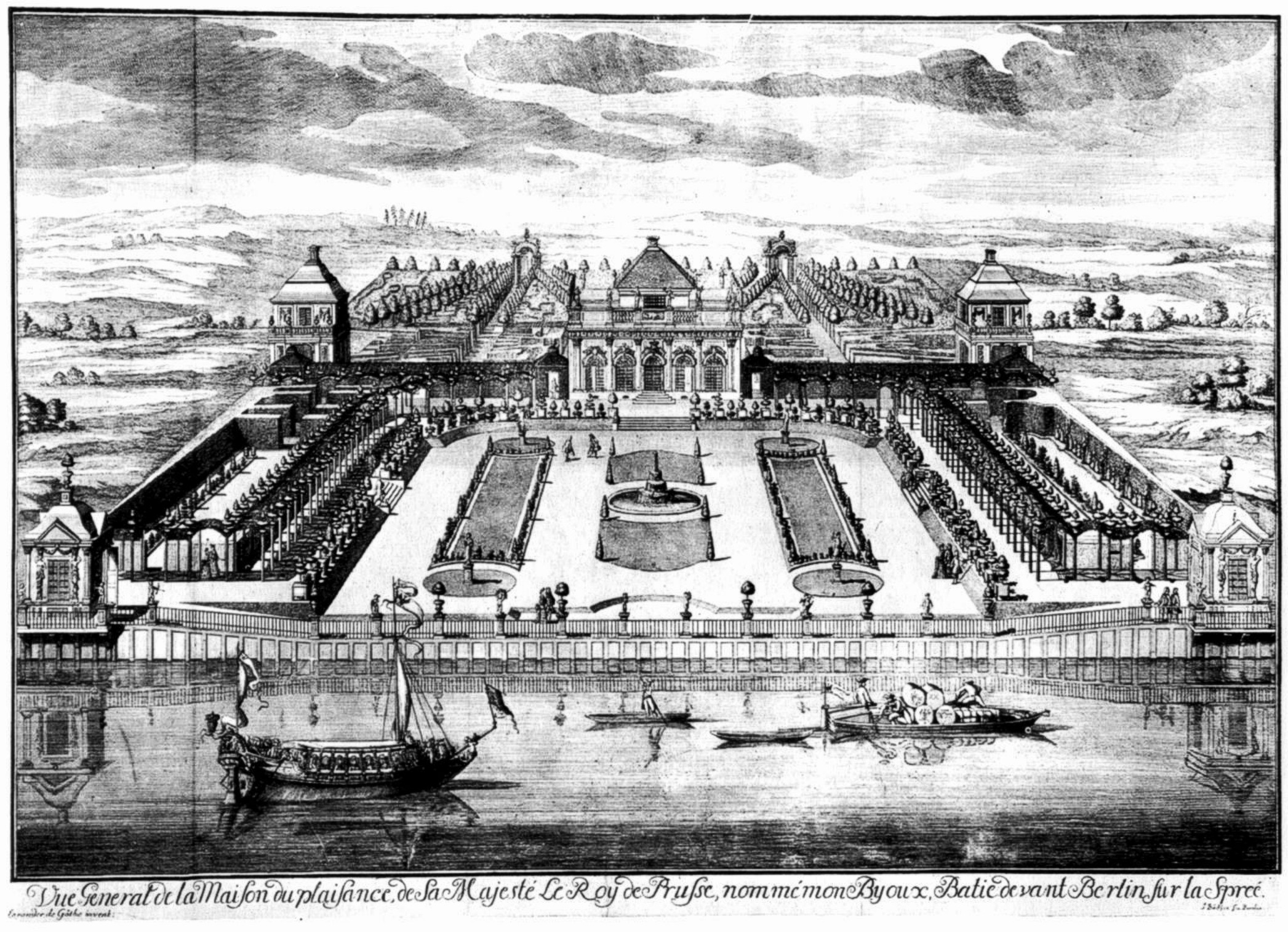
Incisione del Palazzo Monbijou (1703) di Johann Christoph Böcklin.

Dal 1712 il piccolo palazzo servì come residenza estiva di Sofia Dorotea di Hannover, che nel 1706 sposò Federico Guglielmo I di Prussia, figlio e successore di Federico I. Sia a lei che al suocero viene attribuito il nome del palazzo "Monbijou", dal francese mon bijou ("il mio gioiello"). Nel 1717 lo zar Pietro il Grande di Russia e la sua corte alloggiarono a Monbijou per due giorni durante un viaggio all'estero. Secondo resoconti contemporanei, gli ospiti russi lasciarono la proprietà in "un completo caos" dopo la loro partenza. Il figlio di Dorotea, Federico il Grande, fece modernizzare e ampliare notevolmente il palazzo non appena salì al trono. Il suo architetto, Georg Wenzeslaus von Knobelsdorff, sovrintendente di tutti gli edifici reali e architetto di Sanssouci, fece erigere nuove estensioni e annessi che ampliarono di parecchie volte le dimensioni originali dei terreni sul lato del fiume Sprea. Nel 1742 il "Berlinische(n) Nachrichten" riferì che le chiavi erano state consegnate alla regina madre, il che "la deliziò immensamente". Dorothea trascorse i mesi estivi a Monbijou, organizzandovi cene formali, balli in maschera e concerti, piaceri di cui aveva fatto a lungo a meno sotto il regno spartano di Federico Guglielmo I. Il palazzo aveva un suo molo, poiché i membri della corte spesso preferivano arrivare comodamente tramite i canali anziché essere scossi su strade dissestate.
Il palazzo fu a lungo disabitato dopo la morte della regina Sofia Dorotea nel 1757. Nel 1786 divenne la residenza principale della regina Federica Louisa d'Assia-Darmstadt, che era stata umiliata dal marito, il re Federico Guglielmo II di Prussia (comunemente noto come "Der Dicke Lüderjahn", "il corpulento voluttuoso") a causa della sua circonferenza e delle sue numerose relazioni e due matrimoni morganatici bigami ufficiali. In questo periodo venne aggiunto un cancello monumentale ad opera di Georg Christian Unger. La regina morì a Monbijou nel 1805. Dopo di che, il palazzo aveva esaurito la sua utilità come residenza per i membri della corte. La congregazione anglicana di Berlino iniziò a utilizzare una guardiola del palazzo di Monbijou come cappella inglese dal 1855. La cappella divenne presto troppo piccola per i servizi della congregazione, regolarmente frequentata dalla principessa reale Vittoria, principessa ereditaria di Prussia e dell'Impero tedesco. Nel 1883 il principe ereditario Federico Guglielmo e Vittoria fornirono un sito nel parco del palazzo di Monbijou vicino a Monbijoustraße e al Domkandidatenstift. Julius Carl Raschdorff, che in seguito avrebbe progettato la chiesa parrocchiale suprema e collegiata di Berlino, fu incaricato di sviluppare i piani per una chiesa anglicana, completata nel 1885 e chiamata chiesa di San Giorgio.

## Museo degli Hohenzollern

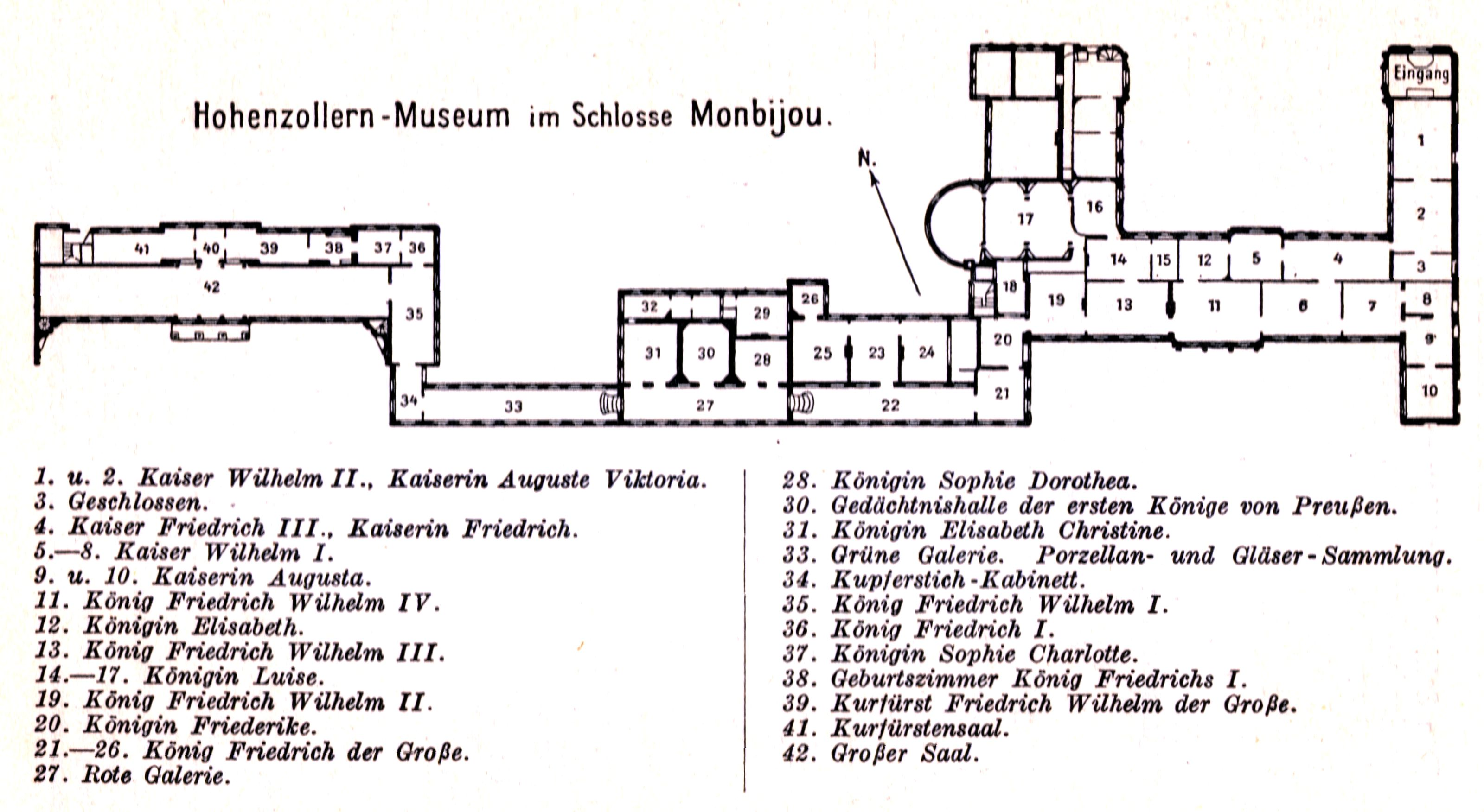
Planimetria del Museo Hohenzollern, 1904

Intorno al 1820, le cosiddette "Antichità germanico-slave" furono rimosse dal gabinetto delle curiosità reali (Kunstkammer) e ospitate nel palazzo Monbijou come Museo delle antichità nazionali (Museum für Vaterländische Alterthümer). Poiché le collezioni si ampliavano regolarmente con l'aggiunta di nuove categorie (dipinti, gioielli, porcellane), l'imperatore tedesco Guglielmo I rese infine il palazzo, con le sue 42 stanze, accessibile al pubblico come "Museo degli Hohenzollern" nel 1877. Era considerato da un lato un'istituzione educativa di storia culturale e dall'altro un luogo in cui la dinastia degli Hohenzollern poteva celebrare la propria storia e importanza.

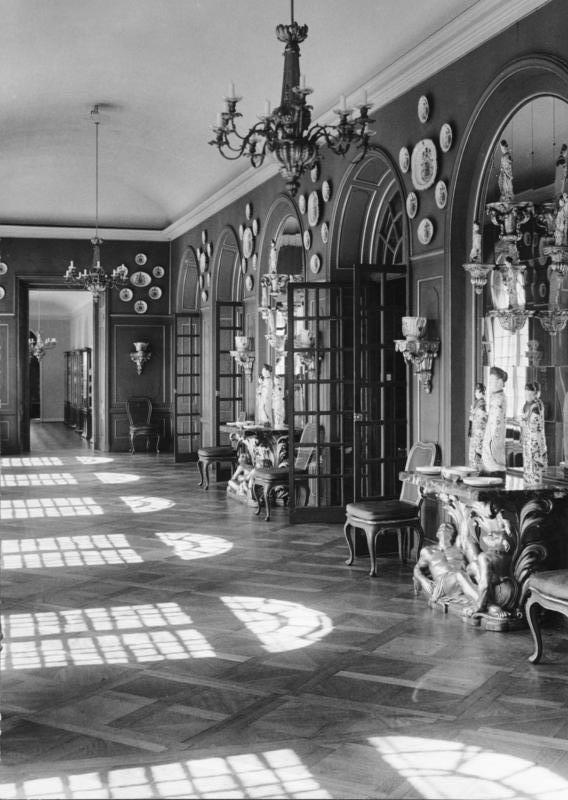
Veduta interna del museo (sala 27), senza data.

Il museo sopravvisse all'abolizione della monarchia in Germania nel 1918. Il suo inventario rimase in possesso della dinastia, ma fu amministrato dallo Stato, che rese disponibile il Palazzo Monbijou per tale scopo e si assunse la responsabilità di mantenere il museo nel modo tradizionale. La seconda guerra mondiale pose fine a questo stato di cose. Gran parte delle collezioni era stata evacuata e, dopo la guerra, fu saccheggiata e portata in Unione Sovietica e in altri luoghi.
Ancora nel 1940/41 Albert Speer, l'architetto preferito di Adolf Hitler, propose di trasferire il palazzo per fare spazio a tre nuovi edifici museali di fronte all'Isola dei Musei, come parte della pianificazione del monumentale progetto Welthauptstadt Germania ("Capitale Mondiale Germania"). Il castello di Monbijou doveva essere completamente demolito e ricostruito nel parco del Castello di Charlottenburg tra la vicina chiusa della Sprea e la circonvallazione di Berlino. La guerra rese questi piani irrilevanti.

## Danni della guerra e demolizione
Per precauzione, tutte le finestre del palazzo erano già state murate nel 1940, ma l'intero edificio fu sventrato durante un raid aereo nel novembre 1943 e quasi completamente distrutto. Le rovine furono lasciate al loro posto fino al 1959, quando il magistrato di Berlino Est, contro la strenua opposizione dei professionisti dei musei e di parte del pubblico di Berlino Ovest, ne ordinò la demolizione definitiva, apparentemente per una motivazione ideologica simile a quella che spinse alla distruzione del palazzo cittadino degli Hohenzollern, anch'esso gravemente danneggiato, nel 1950. Solo pochi nomi rimangono a testimonianza dell'antica esistenza del palazzo: sul terreno tra Oranienburger Straße e la Sprea si trova un rifugio ombreggiato di tre ettari con una piscina all'aperto per bambini, l'attuale parco Monbijou. Nelle vicinanze ci sono pure una piazza Monbijou, una via Monbijou e un ponte Monbijou per i pedoni che collega entrambe le rive della Sprea all'estremità nord dell'Isola dei musei.